# Église Saint-Jean de Dorres
Pour les articles homonymes, voir église Saint-Jean.
L'église Saint-Jean de Dorres est l'église paroissiale de  Dorres, dans le département français des Pyrénées-Orientales. En partie romane, elle est dédiée à saint Jean l'Évangéliste.

## Architecture

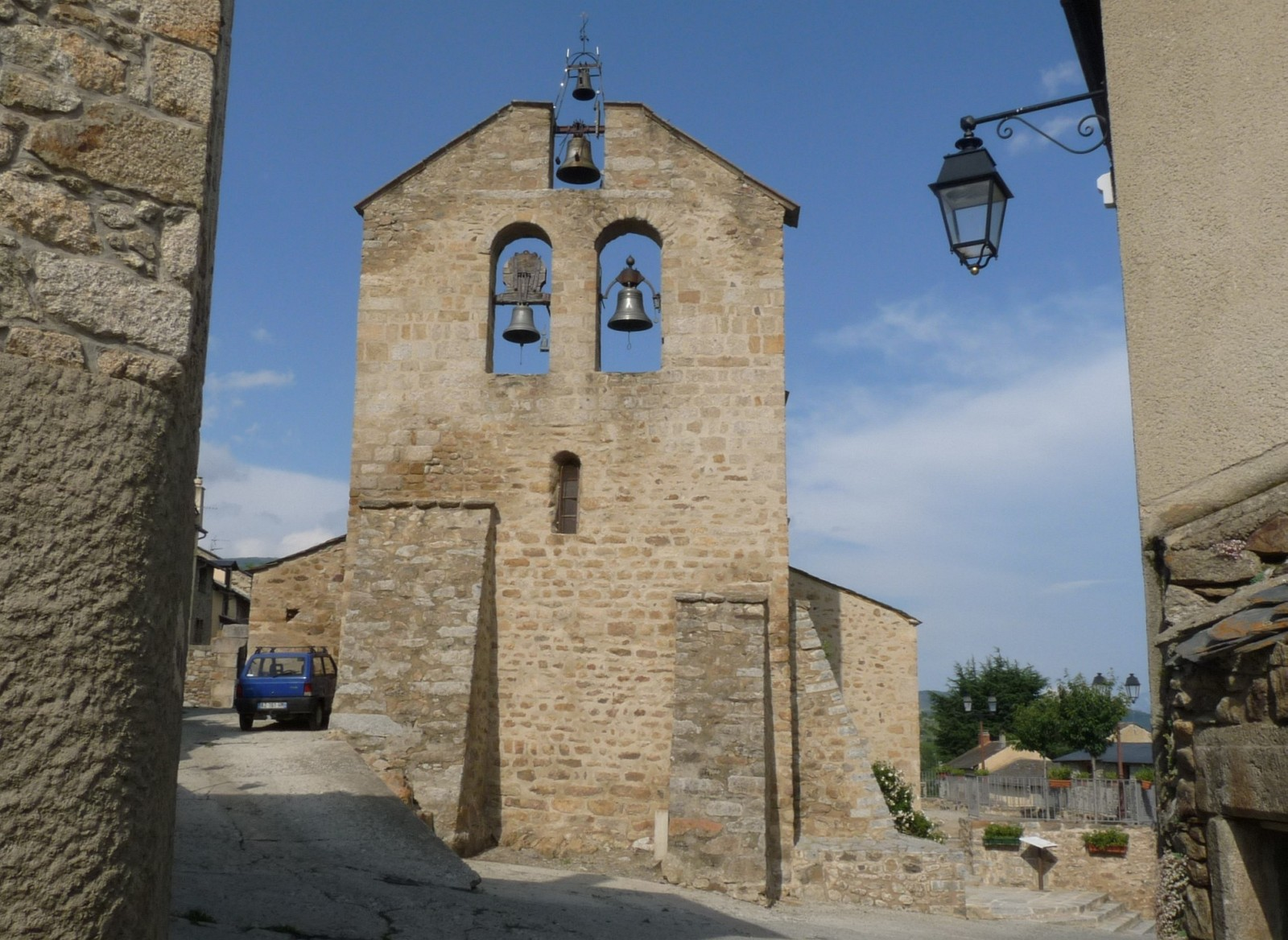
Vue de l'ouest
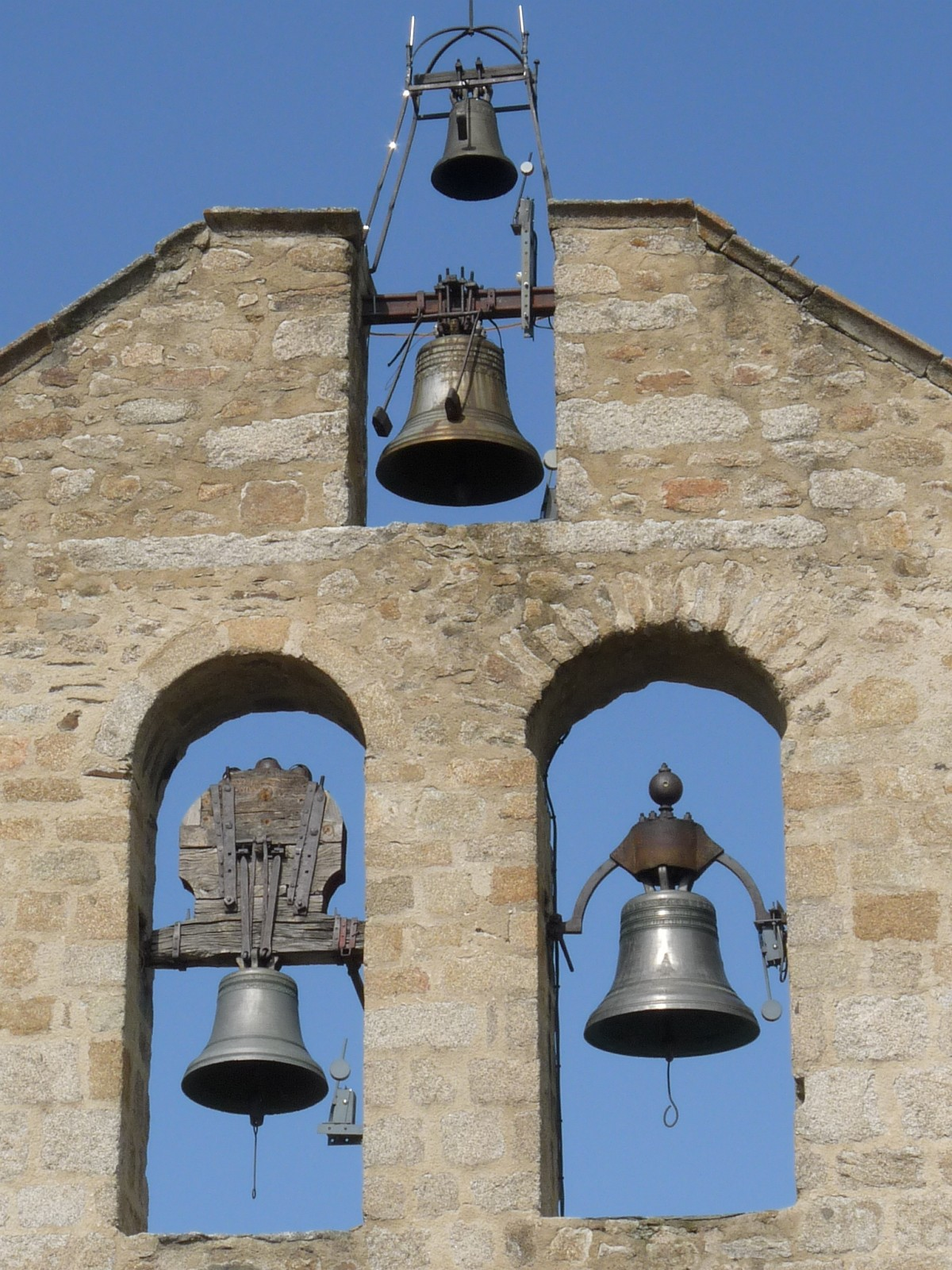
Les cloches
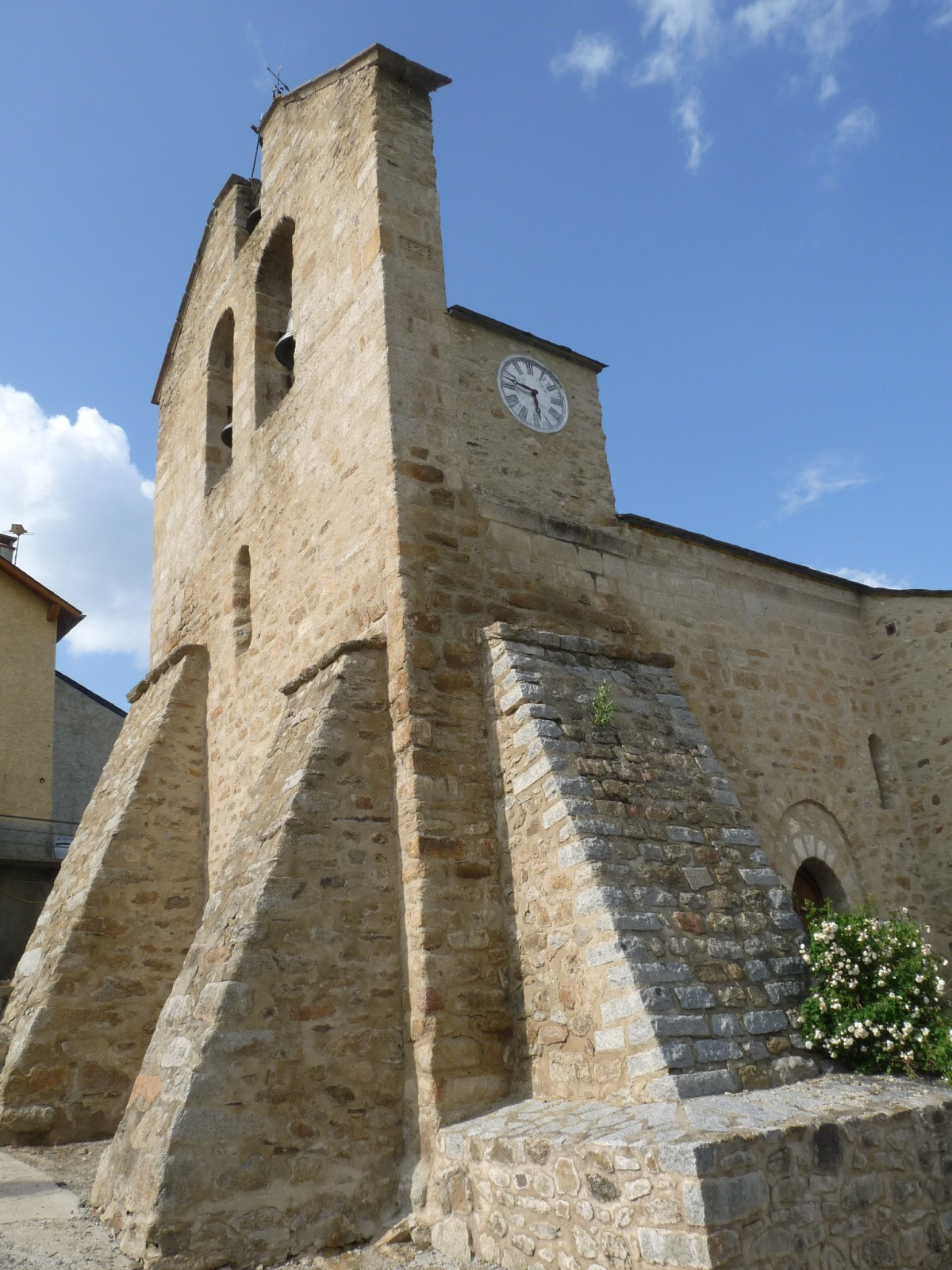
Le clocher vu du sud
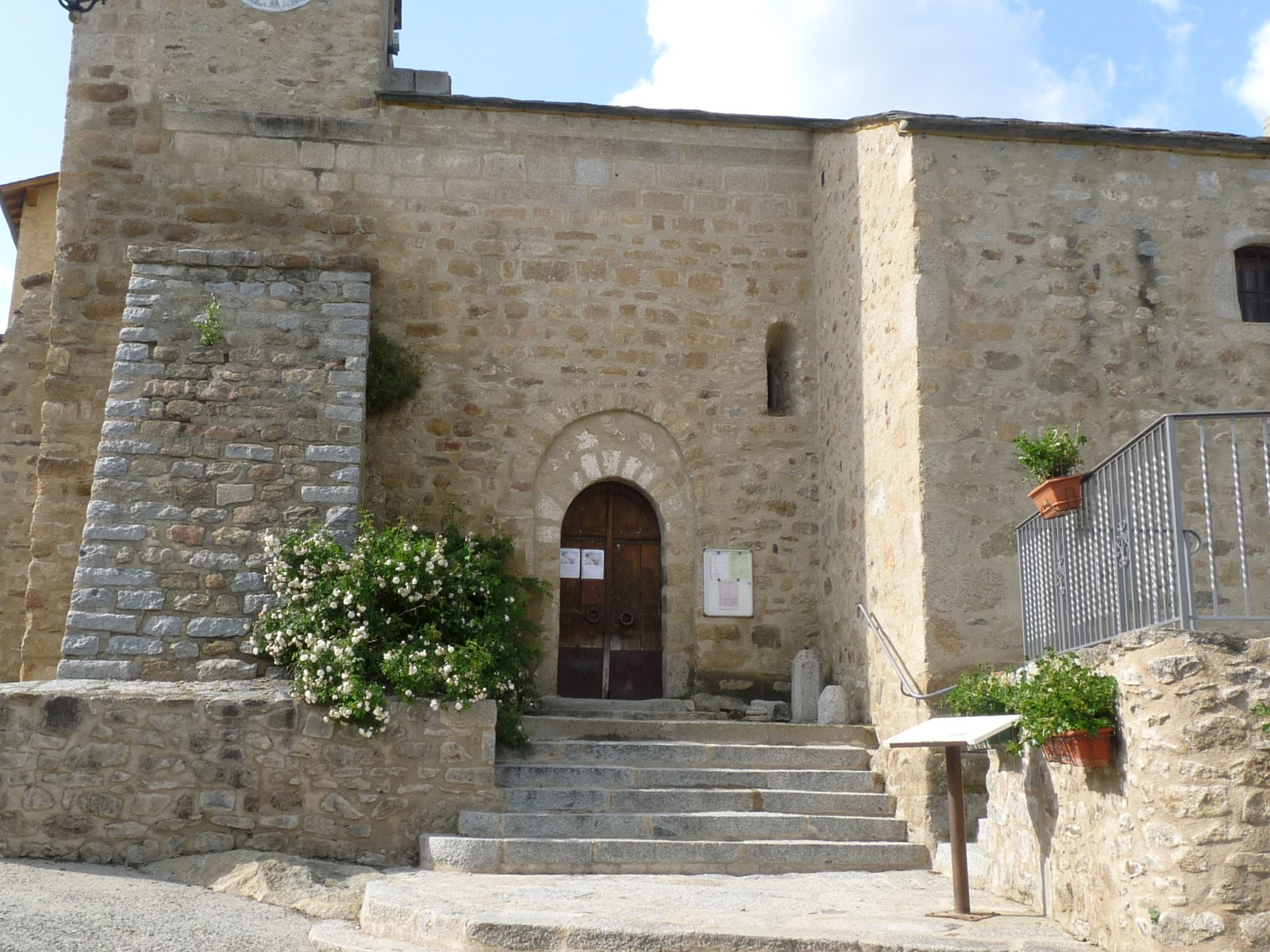
L'entrée, au sud
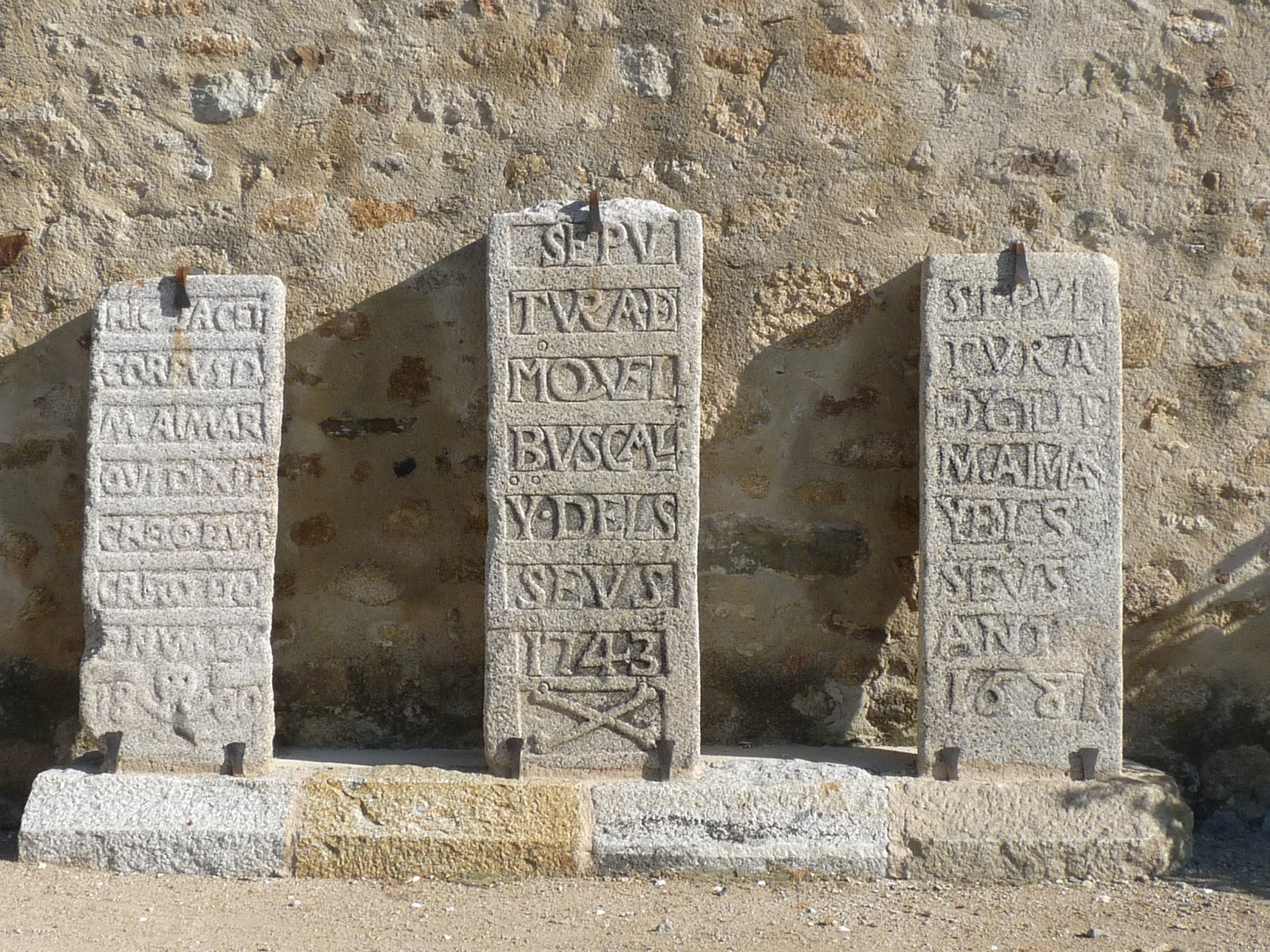
Pierres tombales le long du mur sud